# أحمد عبد الحميد
أحمد عبد الحميد (ولد في 26 آب / أغسطس 1950) هو لاعب كرة سلة مصري. شارك في بطولة الرجال في دورة الألعاب الأولمبية الصيفية عام 1972 ودورة الألعاب الأولمبية الصيفية 1976.

## روابط خارجية
- أحمد عبد الحميد على موقع الاتحاد الدولي لكرة السلة (الإنجليزية)
- أحمد عبد الحميد على موقع الاتحاد الدولي لكرة السلة (الإنجليزية)
- أحمد عبد الحميد على موقع الاتحاد الدولي لكرة السلة (الإنجليزية)
- أحمد عبد الحميد على موقع سبورتس رفرنس (الإنجليزية)
- أحمد عبد الحميد على موقع أوليمبيديا (الإنجليزية)